# 20年後の君へ
『NTTドコモ 20周年スペシャルドラマ 夢の扉 特別編「20年後の君へ」』（エヌティティドコモ にじっしゅうねんスペシャルドラマ ゆめのとびらとくべつへん「にじゅうねんごのきみへ」）は、TBS系列で、2012年7月1日の21:00 - 23:08（JST）に放送されていた日本のテレビドラマの特別番組。視聴率11.4%。

## 概要
TBSで2004年10月から放送されているドキュメンタリー番組『夢の扉 〜NEXT DOOR〜』、その後継として2011年4月から開始した『夢の扉+』。それらの両番組の中で取り上げられた人物や団体をモデルとし、一度はバラバラになりかけた家族の再生を描いたオリジナルストーリーのドラマ。『夢の扉+』でナレーションを週替わりで務めている中井貴一を主役に、坂口憲二、向井理も出演する。
当ドラマは、『夢の扉 〜NEXT DOOR〜』・『夢の扉+』でもスポンサーとなっているNTTドコモの一社提供であり、創立20周年を迎えた同社の過去のCMが、当ドラマ内限定で流された。
モデルは、マザーハウスの山口絵理子、ブランチブロックを考案した吉村隆顯、農事組合法人和郷園。

## あらすじ
一流商社で海外インフラビジネスを手がけるエリートサラリーマンの澤田雄一郎は、料理上手の妻・佳乃、東京大学を卒業し経済産業省で勤務する長男・大地、外交官になるためアメリカのワシントン大学に留学中の長女・麻理子の4人家族。自身の役員昇進も近いと噂され、全てが順風満帆だと信じて疑わなかった。
ある日、出張で訪れたバングラデシュで、ワシントンに留学しているはずの麻理子と出会う。麻理子は大学を休学して、バングラデシュの子どもたちを支援するNGOを主宰する石川の元でボランティアをしていると告げる。「バングラデシュの人たちを豊かにするために何かをしたい」と夢を話す麻理子に、雄一郎は一方的に反対する。雄一郎に愛想を尽かした麻理子は、大地や佳乃も雄一郎に抱いている不満を思わず口にした。
バングラデシュから帰国した雄一郎は、佳乃から大地が1年も前に経済産業省を辞め、アルバイトしながらデザインの勉強をしていると聞かされる。「子どもの夢を応援したい」という佳乃。その上「自分の人生を生きてみたい、この家を出て一人で生きていきたい」と雄一郎との離婚をも告げられたのだ。
その翌日、雄一郎は大地が働く造園会社を訪れた。経営者の中山は、自然の石で壁を作る事業に取り組んでいて、大地も「“最強の壁”を作るのが夢だ」と言う。
そんな中、突然雄一郎に下されたガンの宣告。家族のために働いてきたにもかかわらず、気が付けばバラバラになっていた。雄一郎は会社を辞め、残された時間で、“家族の夢”を応援することを決めた。

## 出演者
- 澤田雄一郎：中井貴一
- 中山広太：坂口憲二
- 石川和馬：向井理
- 澤田麻理子：忽那汐里
- 澤田大地：田中圭
- 山上淳一：浜田学
- 江川アミ：岡本玲
- 赤井平八：平泉成
- 小野直彦：豊原功補
- 澤田佳乃：原田美枝子

## 主題歌
- 桑田佳祐「愛しい人へ捧ぐ歌」（タイシタレーベル）[4]

## スタッフ
- 脚本：渡辺千穂
  - 脚本協力：真野勝成・谷口純一郎
- 音楽：木村秀彬
- 演出：石井康晴
- 企画：瀬戸口克陽
- プロデュース：佐野亜裕美
- 製作著作：TBS